# Hortaea
Hortaea är ett släkte av svampar. Hortaea ingår i familjen Teratosphaeriaceae, ordningen Capnodiales, klassen Dothideomycetes, divisionen sporsäcksvampar och riket svampar.
|         | Catenulostroma                      |
|         |                                     |
|         | Batcheloromyces                     |
|         |                                     |
|         | Devriesia                           |
|         |                                     |
|         | Penidiella                          |
|         |                                     |
|         | Cibiessia                           |
|         |                                     |
|         | Readeriella                         |
|         |                                     |
|         | Acidomyces                          |
|         |                                     |
|         | Nothostrasseria                     |
|         |                                     |
| Hortaea | \| \| Hortaea werneckii \| \| \| \| |
|         | \| \| Hortaea werneckii \| \| \| \| |
|         | Teratosphaeria                      |
|         |                                     |
|         | Hortaea werneckii                   |
|         |                                     |

|  | Hortaea werneckii |
|  |                   |